# Wybory prezydenckie w Chile w latach 2005–2006

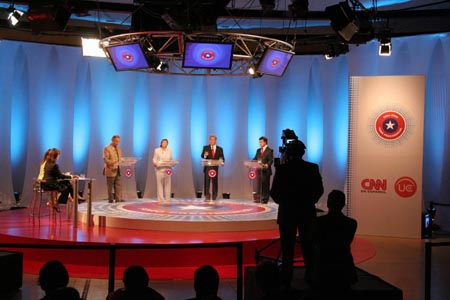
Debata telewizyjna przed wyborami

Wybory prezydenckie w Chile, odbyły się w niedzielę 11 grudnia 2005 roku. Żaden z czterech kandydatów nie uzyskał więcej niż połowy oddanych głosów, dlatego 15 stycznia 2006 odbyła się druga tura wyborów, w której wzięli udział Michelle Bachelet z Koalicji Partii dla Demokracji oraz Sebastián Piñera z Odnowy Narodowej. Bachelet zwyciężyła zdobywając 53,5% głosów. Zastąpiła ona na stanowisku prezydenta państwa Ricardo Lagosa, a jej oficjalne zaprzysiężenie odbyło się 11 marca 2006 roku.  Kadencja prezydenta Chile od września 2005 roku trwa cztery lata (poprzednio sześć).
Do głosowania uprawnieni byli wszyscy obywatele Chile oraz obcokrajowcy przebywający legalnie w Chile od co najmniej pięciu lat, którzy ukończyli 18 rok życia. Wybory prezydenckie odbyły się jednocześnie z wyborami parlamentarnymi w Chile.

## Wyniki wyborów

### Pierwsza tura głosowania

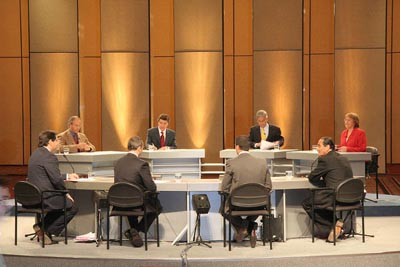
Debata telewizyjna

Oficjalne wyniki I tury
| Numer listy | Kandydat                   | Partia/ Koalicja | Głosy     | %                    | Rezultat             |
| 1           | Sebastián Piñera Echenique | ON               | 1,763,964 | 25.41                | II tura              |
| 2           | Michelle Bachelet Jeria    | SPC/KPdD         | 3,190,691 | 45.96                | II tura              |
| ----------- | -------------------------- | ---------------- | --------- | -------------------- | -------------------- |
| 3           | Tomás Hirsch Goldschmidt   | PH/JPM           | 375,048   | 5.40                 |                      |
| 4           | Joaquín Lavín Infante      | NUD              | 1,612,608 | 23.23                |                      |
|             | Razem oddanych głosów      |                  | 6,942,041 | 100                  |                      |
|             | Głosy nieważne             |                  | 180,485   | 2.5                  |                      |
|             | Głosy puste                |                  | 84,752    | 1.18                 |                      |
|             | Razem                      |                  | 7,207,278 | 100                  |                      |
|             | Uprawnionych               |                  | 8,220,897 | 12.33% nie głosowało | 12.33% nie głosowało |

Źródło: Tricel 

### Druga tura głosowania

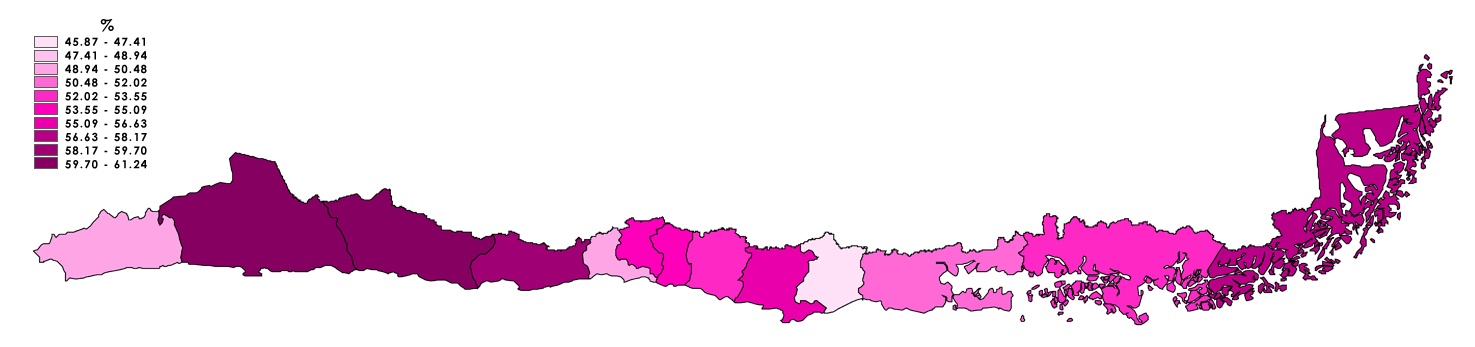
Poparcie dla Michelle Bachelet w drugiej turze wyborów (intensywność barwy wskazuje większe poparcie dla kandydatki)

Oficjalne wyniki II tury
| Numer listy | Kandydat                   | Partia/ Koalicja | Głosy     | %                    | Rezultat             |
| ----------- | -------------------------- | ---------------- | --------- | -------------------- | -------------------- |
| 1           | Sebastián Piñera Echenique | ON/SdC           | 3,227,658 | 46.50                |                      |
| 2           | Michelle Bachelet Jeria    | SPC/KPdD         | 3,712,902 | 53.50                | Prezydent            |
|             | Razem oddanych głosów      |                  | 6,940,560 | 100                  |                      |
|             | Głosy nieważne             |                  | 154,329   | 2.16                 |                      |
|             | Głosy puste                |                  | 47,710    | 0.66                 |                      |
|             | Razem                      |                  | 7,142,599 | 100                  |                      |
|             | Uprawnionych               |                  | 8,220,897 | ~12.9% nie głosowało | ~12.9% nie głosowało |

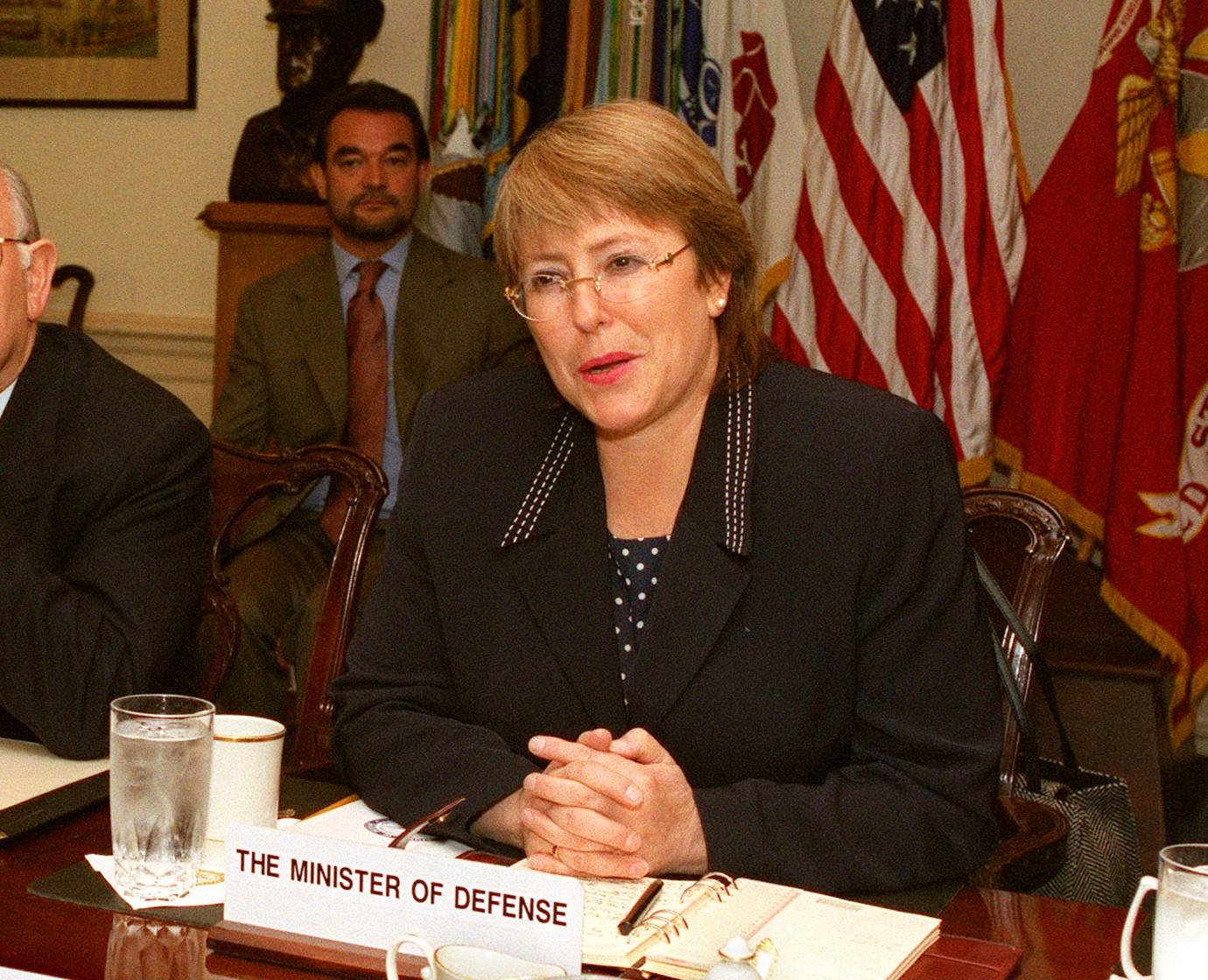
Michelle Bachelet Jeria - pierwsza kobieta prezydent Chile

Źródło: Ministerstwo Spraw Wewnętrznych 